# Mubarakpur
Mubarakpur ist eine Stadt im indischen Bundesstaat Uttar Pradesh.
Die Stadt ist Teil des Distrikts Azamgarh. Mubarakpur liegt ca. 286 km östlich von Lucknow und 13 km entfernt von der Distrikthauptstadt Azamgarh. Mubarakpur hat den Status eines Nagar Palika Parishad. Die Stadt ist in 25 Wards gegliedert. Sie hatte am Stichtag der Volkszählung 2011 70.463 Einwohner, von denen 36.134 Männer und 34.329 Frauen waren.